# 朗迪拉斯
朗迪拉斯（法語：Landiras，法語發音：[lɑ̃diʁas]）是法国吉伦特省的一个市镇，属于朗贡区。

## 地名
该地名“Landiras”发音为[lɑ̃diʁas]，字母“s”发音，《世界地名翻译大辞典》与《世界地名译名词典》将其误译作“朗迪拉”。

## 地理
朗迪拉斯（44°34'3"N, 0°24'55"W）面积59.75 平方千米，位于法国新阿基坦大区吉倫特省，该省份为法国西南部沿海省份，是法國本土面积最大的省，北起滨海夏朗德省，西临大西洋，南至朗德省，东南接洛特-加龍省，东临多爾多涅省。
与朗迪拉斯接壤的市镇（或旧市镇、城区）包括：圣米歇尔德略夫雷、巴利扎克、比多斯、卡巴纳克和维拉格兰、吉洛、伊拉茨、奥里涅、锡龙河畔皮若勒、圣莫里永。
朗迪拉斯的时区为UTC+01:00、UTC+02:00（夏令时）。

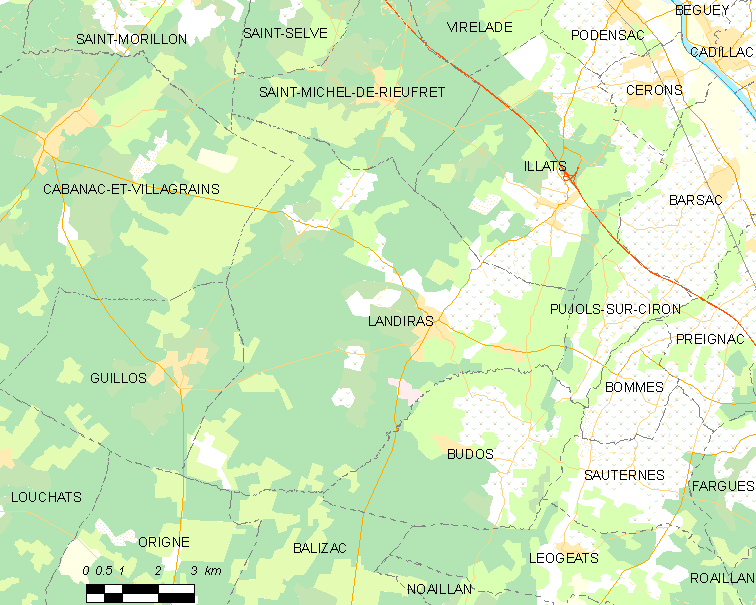
朗迪拉斯的OSM定位图

## 行政
朗迪拉斯的邮政编码为33720，INSEE市镇编码为33225。

## 政治
朗迪拉斯所属的省级选区为砂砾荒原县。

## 人口

1962-2008年间朗迪拉斯人口变化图示

朗迪拉斯于2022年1月1日时的人口数量为2245人。